# 曼納海姆十字勳章
曼納海姆自由十字勳章 (芬蘭文: Mannerheim-risti)，是芬蘭軍隊的最高等級榮譽。

## 歷史
在冬季戰爭結束後，以曼納海姆元帥為名的勳章開始啟用。與自由十字勳章有關，這份榮譽授予在戰鬥中展現超乎常人的勇氣，達成重要戰鬥中的目標，或成功的實施軍事行動的軍事人員。授勳者將可被稱為「曼納海姆十字騎士」。